# Rose ave.
Rose ave. è il primo album in studio del duo folk You+Me, composto dal cantautore canadese Dallas Green (City and Colour, Alexisonfire) e dalla cantautrice statunitense Alecia Moore (Pink). Il disco è stato pubblicato nell'ottobre 2014.

## Tracce
Testi e musiche di Dallas Green e Alecia Moore, eccetto dove indicato.
1. Capsized – 3:35
2. From a Closet in Norway (Oslo Blues) – 3:16
3. Gently – 3:32
4. Love Gone Wrong – 4:21
5. You and Me – 3:12
6. Unbeliever – 3:41
7. Second Guess – 3:27
8. Break the Cycle – 4:05
9. Open Door – 3:41
10. No Ordinary Love – 4:09 (Sade Adu, Stuart Matthewman)